# أحمد نجفي
أحمد النجيفي شوشتري (بالفارسية: احمد نجفی شوشتری)(من مواليد 2 أبريل 1958 في خرمشهر ) هو ممثل سينمائي ومقدم تلفزيوني. انتقلت عائلته (من السادات مرعشي) من تستر إلى المحمرة وولد عام 1327 في هذه المدينة. غادر النجفي إلى الولايات المتحدة عام 1973 بعد تخرجه. أكمل تعليمه الجامعي في مجال تصميم المسرح.

## العمل المحظور
قال السید النجفي في حديث لصحيفة جام جام:
قال النجيفي في مقابلة مع جام جام:
على التلفزيون وبعد ذلك في السينما، منذ حوالي 15 أو 16 عامًا [حوالي 76] وفي نفس الوقت غير مدرك لسبب حظري. اتُهمت باستخدام شبكة فضائية باللغة الفارسية تسمى PD. F. أجريت مقابلة. منذ مجيئ السيد أحمدي نجاد، والحمد لله، تم تهميش منع عرض فيلم الكاري في السينما.
في برنامج دورهمي، نفى أن يكون محمود أحمدي نجاد قد علق منعه من العمل.

## الانتخابات البلدية
ترشح أحمد النجفي في انتخابات مجلس مدينة طهران، سحب ترشيحه ثم عاد إلى السباق مع المرشحين الآخرين. ولكن لم يفز بالأصوات اللازمة في الانتخابات.

## المجلس الأعلى للسينما
أصبح النجفي عضوًا في المجلس الأعلى للسينما بأمر من وزير الثقافة والإرشاد الإسلامي في الحكومة الثانية لمحمود أحمدي نجاد. كانوا أعضاء هذا المجلس على النحو التالي:
داود ميراقري، مسعود جعفري جوزاني، أحمد نجفي، جمال شورجة، مسعود ده نمكي، محسن علي أكبري .

## أفلام
- القبضة الأخيرة (1398)
- أنا إيراني (2014)
- أطروحة (2011)
- اثنا عشر كرسي (2011)
- الفتيل والقمر الجبين (2011)
- التربة والنار (2010)
- شور شيرين (2009)
- رجل واحد، مدينة واحدة (2007)
- المسيح (2005)
- إنجيل المخلص (2004)
- شريدة (2004)
- ويرلبول (2004)
- الأخطبوط (2004)
- شادو خفيف (2001)
- سگ‌کشی (1379)
- صوت الحب (2000)
- ساعدني (1998)
- فندق الكرتون (1375)
- فوق الخطر (1996)
- عاصفة رملية (1375)
- الميناء الأخير (1373)
- خط النار (1373)
- تجارة (1373)
- لاجئ (1372)
- تاواریش (1372)
- تصادم (1370)
- رقيب (1990)
- سن الأفعى (1989)

## التلفاز
- 1995 - المحقق ( حسن هدايت )
- 1996 - الادعاء ( أردشير طلوعي )
- 1997- ولاية الحب ( مهدي فخيم زاده )
- 1999 جزيرة على الأرض ( حسين قاسمي جامي )
- 1999 ـ شاب شراغ ( أمير غفيدل ) ، ( جمال شورجِهْ )
- 2000 ضيف ( حسن هدايت )
- 2001 - الايام الاخيرة ( محسن محسني نسب )
- 2002 - ستارة الحب ( جمال شورجة ه )
- 2003 - أربعون جنديًا ( محمد نوري زاد )
- 2003 - أوراق بيضاء (شفيع آقا محمديان )
- 2004 - 101 طريقة لإذلال الوالدين ( حجت قاسم زاده أصل )
- 2005 - خفر السواحل ( محسن شاه محمدي ).
- 2005 - العراب ( محمد رضا فرزي )
- 2007 - المحقق علوي ( حسن هدايت )
- 2008 - إنجيل المخلص ( نادر طالب زاده )
- 2010 - عملية 125 (السلسلة الثانية) ( محمد رضا أهنج )
- 1389 - الملکوة ( محمد رضا أحنج )
- ۱۳۹۲ - شب شیشه‌‌‌ای
- 2015 - لغز الملك ( محمد رضا فرزي )
- 1399 - الأيام الأبدية ( جواد شمقداري )

## أداء
1. كرسي ساخن (الموسم الثاني-مضيف)
2. مع الإيرانيين (مقدم)
3. مرة أخرى (مقدم)
4. السجادة الحمراء (المنفذ)